# August Perle
August Rudolf Christian Friedrich Perle (* 7. Februar 1797 in Griesel; † 6. April 1886 in Berlin) war ein preußischer Generalmajor und Inspekteur der 4. Artillerie-Inspektion.

## Leben

### Herkunft
August war der Sohn des Pfarrers von Griesel Christian Gottfried Perle (1749–1804) und dessen Ehefrau Johanna Margarete, geborene von Sommerfeld († 1814).

### Militärkarriere
Perle besuchte die Schule in Frankfurt (Oder) und trat am 4. Juni 1813 als Kanonier in die Reitenden Batterie Nr. 5 der Brandenburgischen Artillerie-Brigade der Preußischen Armee ein. Während der Befreiungskriege nahm er an den Schlachten bei Großbeeren, Dennewitz, Leipzig und Laon teil. Für Ligny erhielt Perle das Eiserne Kreuz II. Klasse und den Orden des Heiligen Georg V. Klasse. Ferner befand er sich bei den Gefechten von Wittstock, Namur sowie dem Sturm auf Arnhem und avancierte bis Anfang Juni 1815 zum Sekondeleutnant.
Nach dem Krieg wurde Perle am 23. Mai 1816 in die Garde-Artillerie-Brigade versetzt und war ab Oktober 1818 auf ein Jahr zur Lehr-Eskadron kommandiert. Bis Ende Mai 1829 stieg er zum Kapitän. Für seine Mitwirkung an der Revue von Kalisch erhielt Perle 1835 den Orden des Heiligen Wladimir IV. Klasse. Am 30. März 1839 kam er als Artillerieoffizier vom Platz nach Köln, aber bereits am 5. Mai 1839 wurde er in selber Funktion nach Torgau versetzt. Von dort kam er am 19. Juni 1842 als Major und fünfter Stabsoffizier in die 3. Artillerie-Brigade. Dort war er vom 27. Februar 1844 bis zum 12. Februar 1847 Abteilungskommandeur, um anschließend zur 7. Artillerie-Brigade versetzt zu werden. Am 5. Juli 1849 erfolgte seine Ernennung zum Brigadier der 4. Artillerie-Brigade und in dieser Stellung stieg Perle bis Anfang Dezember 1851 zum Oberst auf. Danach schloss sich ab dem 3. Juni 1854 eine Verwendung als Inspekteur der 4. Artillerie-Inspektion in Koblenz an. Perle wurde am 15. Juli 1854 à la suite seines bisherigen Regiments gestellt und am 15. Oktober 1856 zum Generalmajor befördert. Unter Verleihung des Roten Adlerorden II. Klasse mit Eichenlaub wurde er am  14. Mai 1858 mit Pension zur Disposition gestellt. Er starb am 6. April 1886 in Berlin.

### Familie
Perle heiratete am 14. Juli 1858 in Berlin Karoline Wilhelmine Emilie Riehm (1807–1880), Tochter des Rentiers Riehm. 